# Nonza
Nonza là một xã trong vùng hành chính Corse, thuộc tỉnh Haute-Corse, quận Bastia (quận), tổng Sagro-di-Santa-Giulia. Nonza nằm trên độ cao trung bình là 120 mét trên mực nước biển, có điểm thấp nhất là 0 mét và điểm cao nhất là 841 mét. Xã có diện tích 8,04 km², dân số vào thời điểm 1999 là 67 người; mật độ dân số là 8 người/km².

## Thông tin nhân khẩu
| 1962 | 1968 | 1975 | 1982 | 1990 | 1999 |
| ---- | ---- | ---- | ---- | ---- | ---- |
| 61   | 137  | 71   | 68   | 86   | 67   |

## Địa điểm tham quan
- Nhà thờ Ste-Julie  từ thế kỉ thứ 16.